# Стоковский, Кацпер
Кацпер Стковский (пол. Kacper Stokowski; род. 6 января 1999, Варшава) — польский пловец, трёхкратный призёр чемпионатов мира на короткой воде. Участник летних Олимпийских игр 2020 и 2024 годов.

## Карьера
На летних Олимпийских играх в 2021 году, в Токио, Кацпер на дистанции 100 метров на спине не сумел пройти квалификацию и занял итоговое 27-е место. Также принимал участие в эстафете 4 по 100 метров комплексным плаванием, где Польша не смогла выйти в финал и заняла только итоговое 9-е место.
В декабре, на мировом первенстве в Мельбурне, на короткой воде, стал обладателем бронзовой медали в заплыве на 50 метров на спине.
На летних Олимпийских играх 2024 года в Париже принял участие в комбинированном смешанном эстафетном заплыве 4 по 100 метров, где Польша не квалифицировалась в финал и заняла итоговое 14-е место.
В ходе чемпионата мира 2024 года на короткой воде, который состоялся в Будапеште, завоевал бронзовую медаль на дистанции 50 метров на спине. В эстафетном заплыве 4 по 100 метров вольным стилем также стал третьим призёром в составе польской команды.